# 新竹市 (県轄市)
新竹市（シンジュー/しんちく-し、英語: Hsinchu City）は、かつて中華民国台湾省新竹県に存在した県轄市。

## 沿革
1950年（民国39年）10月25日、「台湾省地方自治実施綱要」に基づき、新竹県は桃園県（現：桃園市）、新竹県、苗栗県の3県に分割された。当時省轄市だった新竹市は新竹県に編入され、新竹県の県政府所在地となった。竹東区、宝山区、香山区は新竹市から分離して竹東鎮、宝山郷、香山郷となった。1951年（民国40年）12月1日には東区、西区、南区、北区が廃止され、新竹市は県轄市に降格した。市政府は旧新竹州庁から旧東区公所に移転され、旧新竹州庁には新竹県政府が設置された。
1982年（民国71年）7月1日、新竹市は香山郷を編入すると同時に省轄市に再昇格し、新竹県から分離した。

## 歴代市長
| 代数 | 氏名   | 政党       | 任期                          |
| ---- | ------ | ---------- | ----------------------------- |
| 1    | 鄭雅軒 | 中国国民党 | 1952年3月3日 - 1954年3月3日   |
| 2    | 鄭雅軒 | 中国国民党 | 1954年3月3日 - 1957年3月3日   |
| 3    | 鄭雅軒 | 中国国民党 | 1957年3月3日 - 1960年3月3日   |
| 4    | 鄭鴻源 | 無所属     | 1960年3月3日 - 1964年3月3日   |
| 5    | 姚棋輝 | 中国国民党 | 1964年3月3日 - 1968年3月1日   |
| 6    | 陳玉焜 | 中国国民党 | 1968年3月1日 - 1973年4月1日   |
| 7    | 林樹華 | 中国国民党 | 1973年4月1日 - 1977年12月30日 |
| 8    | 林樹華 | 中国国民党 | 1977年12月30日 - 1982年3月1日 |
| 9    | 施性忠 | 無所属     | 1982年3月1日 - 1982年7月1日   |